# Championnat du Paraguay de football 1989
Navigation
Saison précédente Saison suivante
La saison 1989 du Championnat du Paraguay de football est la 79e édition de la Primera División, le championnat de première division au Paraguay. Les douze meilleurs clubs du pays disputent la compétition, qui se déroule exceptionnellement sous la forme d’une poule unique où les formations se rencontrent trois fois. En fin de saison, le dernier du classement est relégué et remplacé par le champion de deuxième division.
C'est le tenant du titre, le Club Olimpia, qui est à nouveau sacré champion cette saison après avoir terminé en tête du classement final, avec six points d’avance sur Club Guaraní et dix sur Cerro Porteño. C'est le trente-deuxième titre de champion du Paraguay de l’histoire du club.

## Les clubs participants
| - Club Guaraní - Cerro Porteño - Club Libertad - Club Atlético Colegiales - Club Olimpia - Club Sol de América | - Club Sportivo Luqueño - Club Tembetary - Promu de División Intermedia - General Caballero SC - Club River Plate - Club Sportivo San Lorenzo - Club Sport Colombia |

## Compétition
Le barème utilisé pour établir l’ensemble des classements est le suivant :
- Victoire : 2 points
- Match nul : 1 point
- Défaite : 0 point

### Classement
| Rang | Équipe                    | Pts | J  | G  | N  | P  | Bp | Bc | Diff |
| ---- | ------------------------- | --- | -- | -- | -- | -- | -- | -- | ---- |
| 1    | Club OlimpiaT             | 50  | 33 | 19 | 12 | 2  | 74 | 35 | +39  |
| 2    | Club Guaraní              | 44  | 33 | 17 | 10 | 6  | 56 | 28 | +28  |
| 3    | Cerro Porteño             | 40  | 33 | 16 | 8  | 9  | 52 | 33 | +19  |
| 4    | Club Atlético Colegiales  | 36  | 33 | 9  | 18 | 6  | 51 | 49 | +2   |
| 5    | Club Sportivo Luqueño     | 35  | 33 | 11 | 13 | 9  | 45 | 45 | 0    |
| 6    | Club Libertad             | 34  | 33 | 10 | 14 | 9  | 49 | 45 | +4   |
| 7    | Club Sol de América       | 31  | 33 | 10 | 11 | 12 | 48 | 46 | +2   |
| 8    | Club River Plate          | 29  | 33 | 7  | 15 | 11 | 27 | 36 | -9   |
| 9    | Club Sportivo San Lorenzo | 28  | 33 | 9  | 10 | 14 | 42 | 49 | -7   |
| 10   | Club TembetaryP           | 25  | 33 | 6  | 13 | 14 | 34 | 48 | -14  |
| 11   | Club Sport Colombia       | 25  | 33 | 5  | 15 | 13 | 36 | 53 | -17  |
| 12   | General Caballero SC      | 22  | 33 | 7  | 8  | 18 | 33 | 59 | -26  |

|  | Qualification pour la Copa Libertadores 1990         |
|  | Relégation directe en División Intermedia            |
|  | T : Tenant du titre P : Promu de División Intermedia |

## Bilan de la saison
| Championnat du Paraguay de football 1989 |                          |
| Champion                                 | Club Olimpia (32e titre) |
| Qualifications continentales             |                          |
| Copa Libertadores 1990                   | Club Olimpia             |
| Copa Libertadores 1990                   | Cerro Porteño            |
| Promotions et relégations                |                          |
| Promus en Primera División               | Club Nacional            |
| Relégués en División Intermedia          | General Caballero SC     |